# Unholy (Overkill)
Unholy è una compilation della thrash metal band Overkill pubblicato nel 2004 e che contiene i già pubblicati album Wrecking Everything e Killbox 13.

## Tracce

### Disco 1: Wrecking Everything Live
1. "Necroshine" (D.D. Verni, Bobby "Blitz" Ellsworth) – 5:56
2. "Thunderhead" (Verni, Ellsworth) – 6:22
3. "Evil Never Dies" (Verni, Ellsworth, Bobby Gustafson)– 4:42
4. "Deny the Cross" (Verni, Ellsworth, Gustafson, Kundrat) – 5:11
5. "I Hate" (Verni, Ellsworth, Gustafson) – 3:54
6. "Shred" (Verni, Ellsworth, Gustafson) – 3:55
7. "Bleed Me" (Verni, Ellsworth) – 4:28
8. "Long Time Dyin'" (Verni, Ellsworth) – 7:23
9. "It Lives" (Verni, Ellsworth) – 4:26
10. "Battle" (Verni, Ellsworth) – 5:28
11. "The Years of Decay" (Verni, Ellsworth, Gustafson) – 9:51
12. "In Union We Stand" (Verni, Ellsworth, Gustafson, Kundrat) – 5:09
13. "Overkill" (Verni, Ellsworth, Gustafson, Kundrat) – 4:02

### Disco 2: Killbox 13
1. "Devil by the Tail"    – 5:24
2. "Damned"    – 4:13
3. "No Lights"   – 5:52
4. "The One"    – 4:58
5. "Crystal Clear"    – 5:03
6. "The Sound of Dying"    – 4:56
7. "Until I Die"    – 5:20
8. "Struck Down"   – 4:42
9. "Unholy"    – 4:40
10. "I Rise"    – 5:08

## Formazione
- D.D. Verni – Bassista
- Bobby Ellsworth – Cantante
- Dave Linsk – Chitarrista
- Derek Tailer – Chitarrista
- Tim Mallare – Batterista